# Kruibeke
Kruibeke là một đô thị ở tỉnh Oost-Vlaanderen. Đô thị này bao gồm các thị xã Bazel, Kruibeke và Rupelmonde. Tại thời điểm ngày 1 tháng 1 năm  2006 Kruibeke có tổng dân số 15.216 người. Tổng diện tích là 33,42 km² với mật độ dân số là 455 người trên mỗi km².
Trung tâm khu vực là lâu đài Wissekerke ở Bazel, nơi cư ngụ của gia đình dòng họ Vilain cho đến năm 1989.

## Dân địa phương nổi tiếng

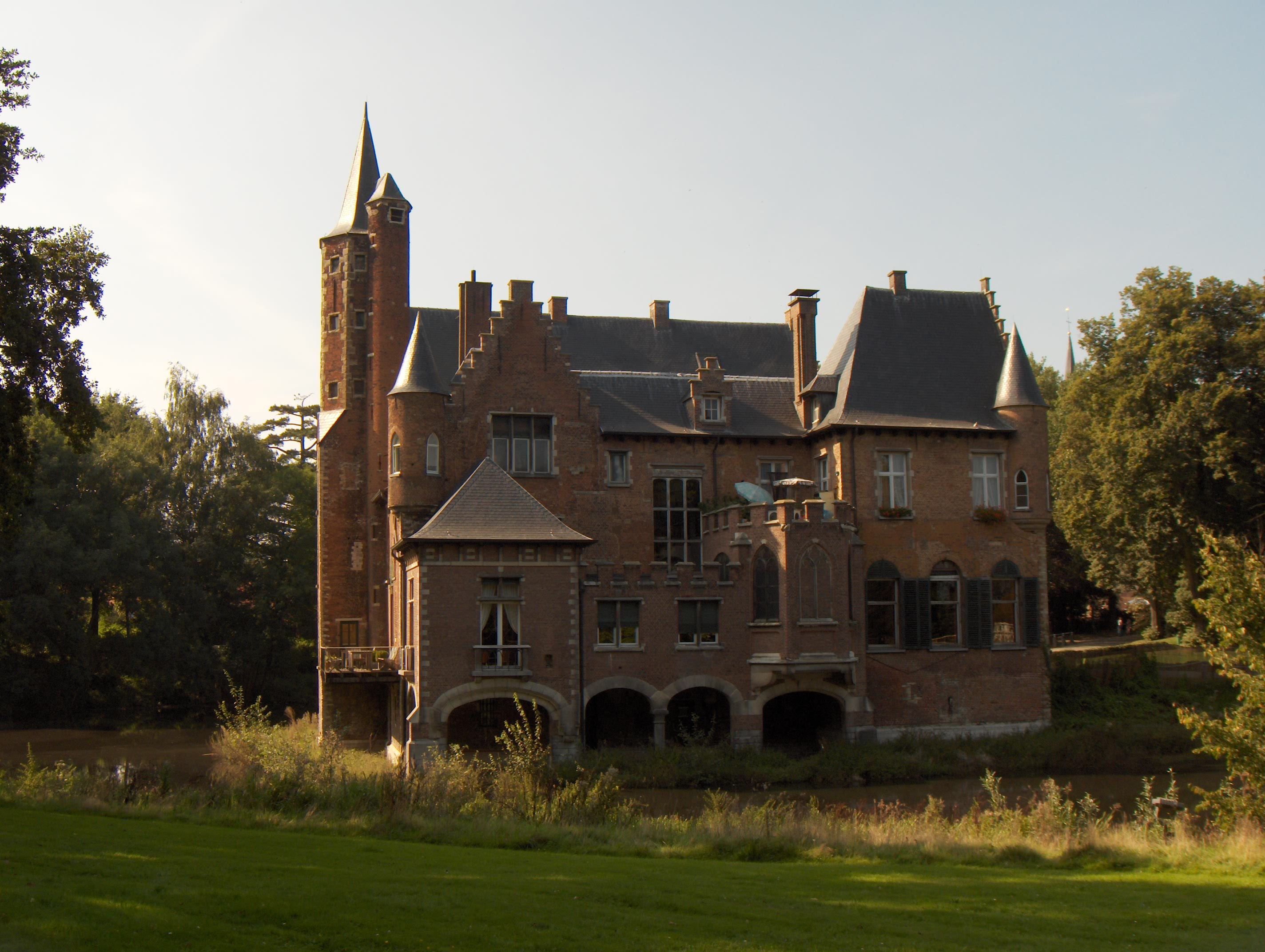
Lâu đài Wissekerke

- Gerardus Mercator